# Street Fighter II
Street Fighter II (яп. ストリート ファイター Ⅱ Сутори:то Файта: Цу, сокр. SFII или SF2), также известная под подзаголовком The World Warrior — компьютерная игра в жанре файтинга, созданная в 1991 году японской компанией Capcom и первоначально существовавшая в виде игры для аркадных автоматов; вторая игра во франшизе Street Fighter, следующая за Street Fighter. По сравнению с предшественницей, Street Fighter II имела значительные изменения, внесённые в игровую механику, такие как усовершенствование шестикнопочного управления, специальных приёмов и возможности выбирать персонажа из нескольких бойцов, каждый из которых обладал собственным стилем боя и уникальными приёмами.
Успех Street Fighter II, вдохновивший других разработчиков игр к запуску собственных франшиз, явился одним из главных факторов, определивших бум популярности файтингов в 1990-е годы и ренессанс индустрии аркадных автоматов в то же время. Впоследствии игра была портирована на консоль Super Nintendo, где стала долговременным бестселлером. Её успех привёл к созданию нескольких исправленных версий, предлагавших игрокам дополнительные улучшения, опции и новых персонажей, которых не было в оригинальной игре.
По состоянию на 1994 год, в Street Fighter II играло по меньшей мере 25 миллионов человек на аркадных автоматах и игровых консолях в США. В 1995 году, совокупная валовая выручка от автоматов с Street Fighter II и Street Fighter II: Champion Edition превысила 2,3 миллиарда долларов США (примерно больше 4 миллиардов долларов США в пересчёте на 2015 год). Совокупный тираж различных версий игры для игровых консолей составил более чем 14 миллионов копий; в их числе 6,3 миллиона относятся к портированной версии оригинальной игры на SNES, долгое время остававшейся самой продаваемой игрой Capcom до выхода Resident Evil 5 и Resident Evil 6;

## Геймплей
Структура боевой системы игры в основном следует основным принципам, заложенным в оригинальной Street Fighter. Игрок проводит серию боёв один на один с компьютерными оппонентами либо с другим игроком, целью которых является победа над оппонентом за определённое время в течение трёх раундов. Если же оба бойца нокаутировали друг друга, либо в момент окончания отведённого времени у них было равное количество здоровья, им засчитывается двойной нокаут либо ничья, и дополнительные раунды проводились согласно правилу мгновенной смерти, т.е до первого полученного нокаута. Таким образом, бой мог продолжаться десять раундов, если не было явного победителя (в апдейте Champion Edition это число было сокращено до четырёх). Если же таковой не определялся после завершения заключительного раунда, то в бою с компьютерным оппонентом победа присуждалась последнему, если же в бою против другого игрока, обоим засчитывалось поражение.  
После каждого третьего боя во время одиночного прохождения игрок попадает на бонусные уровни для зарабатывания очков: разбивание автомобиля (очень похожее на аналогичный бонусный уровень из Final Fight); сбивание падающих с конвейера на игрока бочек и разбивание «горы» из бочек с горючим. Бонусные мини-игры были позже удалены из аркадной версии Super Street Fighter II Turbo, но были включены обратно в версию игры для Game Boy Advance.
Как и в оригинальной игре, игрок пользуется в игре джойстиком на 8 позиций для совершения прыжков, приседаний, движений относительно оппонента и защиты от атак оппонента, и шестью кнопками для проведения атак — тремя под удары руками и тремя под удары ногами, последовательно различающиеся скоростью и мощностью — лёгкие, средние и сильные. Игрок может выполнять базовые атаки из любых позиций, включая броски и захваты, отсутствовавшие в оригинальной Street Fighter. Как и в оригинальной игре, игрок может выполнять специальные приёмы, использовав особое сочетание джойстика и кнопок.
Вскоре после выхода в игре был обнаружен баг, позволявший игроку отменять анимацию одного приёма, выполняя другой приём, соответственно делая возможной комбинацию базовых и специальных приёмов. Подобное явление, ставшее известным как комбо, было позднее переведено разработчиками в последующие игры и стало одной из стандартных основ боевой системы в файтингах.

## Персонажи
В своей первой версии Street Fighter II включала состав из восьми играбельных персонажей, доступных игроку для выбора. Рю, Кен и Сагат, вернувшиеся из оригинальной игры, появляются вместе с девятью новыми персонажами, представляющими разные страны мира.
Режим одиночного прохождения включает в себя сражения с семью бойцами из числа участников турнира; по прохождению этих боёв игрок встречает четырёх боссов (в том числе Сагата), управляемых компьютером и не доступных для игрока. Непосредственно в игре эти боссы коллективно известны под общим наименованием Грандмастеров (англ. Grand Masters); впоследствии в сеттинге они же были обозначены как Четыре небесных царя (яп. 四天王 (してんのう) Ситэнно:).

### Новые персонажи

#### Играбельные
- Эдмонд Хонда (яп. エドモンド本田 Эдомондо Хонда) — японский сумоист.
- Чунь Ли (яп. チュン・リー Чюн Ри:) — агент Интерпола.
- Бланка (яп. ブランカ Буранка, англ. Blanka) — дикарь из джунглей.
- Зангиев (яп. ザンギエフ Дзангиэфу) — профессиональный рестлер, известный также как «Красный Циклон».
- Гайл (яп. ガイル Гайру, англ. Guile) — американский военный.
- Дхалсим (яп. ダルシム Дарусиму) — индийский йог.

#### Боссы
- Балрог (в японской версии — Майк Байсон (яп. マイク・バイソン Майку Байсон)) — темнокожий боксёр.
- Вега (в японской версии — Балрог (яп. バルログ Барурогу)) — испанский матадор.
- М. Байсон (в японской версии — Вега (яп. ベガ Бэга)) — военный диктатор, глава международного преступного синдиката «Шадалу», главный босс.

### Вернувшиеся персонажи
- Рю
- Кен
- Сагат a

↑ : Неиграбельный босс

## Региональные различия
За исключением Сагата, все боссы в японской версии игры носят имена, отличные от используемых в международных. Афроамериканский боксёр, известный в международных версиях под именем Балрога, был создан как пастиш на боксёра Майка Тайсона и получил в японской версии имя Майк Байсон; соответственно персонажи, известные в международных версиях как Вега и М. Байсон, носили в японской имена Балрог и Вега. Когда же Street Fighter II вышла в США, имена боссов было решено поменять между собой во избежание возможного судебного разбирательства, что впоследствии перенеслось в последующие игры серии. Впоследствии в среде игроков для М. Байсона, Балрога и Веги распространились альтернативные прозвища «Диктатор» (англ. Dictator), «Боксёр» (англ. Boxer) и «Коготь» (англ. Claw) соответственно.
Также в японской версии игры персонажи имеют несколько цитат, отображаемых по завершении боя, против одной в международных. При поражении игрока в бою во время одиночного прохождения внизу экрана продолжения будет отображаться случайно выбранная подсказка по игре. В то время, как текст концовок персонажей был переведён почти дословно в международных версиях, некоторые правки были сделаны по предложению сотрудников Capcom. Так, погибший сослуживец Гайла (впоследствии введённый как игровой персонаж в Street Fighter Alpha), носивший имя Нэш в японской версии, получил имя Чарли в американской версии, поскольку один из сотрудников американского отделения Capcom посчитал, что имя Нэш было не слишком естественным для английского языка. Также дочь Гайла в японской версии имела имя Крис, но в английской версии её назвали Элли, потому что посчитали, что Крис больше походит на мужское имя.